# Амато
Амато (итал. Amato) је насеље у Италији у округу Катанцаро, региону Калабрија.
Према процени из 2011. у насељу је живело 644 становника. Насеље се налази на надморској висини од 446 м.

## Становништво
Према резултатима пописа становништва 2011. у општини је живело 837 становника.
| 1931. | 1936. | 1951. | 1961. | 1971. | 1981. | 1991. | 2001. | 2011. |
| ----- | ----- | ----- | ----- | ----- | ----- | ----- | ----- | ----- |
| 1.837 | 1.790 | 2.095 | 1.643 | 1.088 | 1.068 | 1.039 | 874   | 837   |